# Праиндоевропейский язык

Миграции индоевропейских культур

Праиндоевропе́йский язы́к — реконструированный лингвистами предок языков индоевропейской семьи. По наиболее распространённой на данный момент версии, носители праиндоевропейского языка населяли волжские и причерноморские степи. С точки зрения многочисленных макрокомпаративистских гипотез, имеет генетические связи с другими различными языками.
Праиндоевропейский являлся развитым флективным языком, в котором существительное изменялось по трём числам и восьми падежам, а глагол — по трём временам, двум залогам и четырём наклонениям.
Являлся языком номинативного строя, однако существуют гипотезы, что номинативному предшествовал эргативный или активный строй на более раннем этапе истории языка. Порядок слов был свободным, базовым являлся порядок SOV.
Изучение и реконструкция праиндоевропейского языка стали развиваться в начале XIX века, хотя некоторые догадки о существовании индоевропейской семьи языков и общего для неё праязыка существовали и ранее.

## Транскрипция
Письменности у носителей праиндоевропейского языка не было. В науке для записи реконструированных сравнительно-историческим методом праиндоевропейских форм, перед которыми, для обозначения их гипотетичности, традиционно ставится астериск (*), используется специальная фономорфологическая транскрипция на базе латинского алфавита с дополнительными диакритическими знаками:
| буква     | праиндоевропейская реконструкция | звук (МФА) |  |
| --------- | -------------------------------- | ---------- |  |
| *A *a     | *agros (пастбище, поле)          | [a]        |  |
| *Ā *ā     | *mātēr (мать)                    | [aː]       |  |
| *B *b     | *belo- (сила)                    | [b⁼]       |  |
| *Bʰ *bʰ   | *albʰo- (белый)                  | [bʰ]       |  |
| *D *d     | *domos (дом)                     | [d⁼]       |  |
| *Dʰ *dʰ   | *windʰewā (вдова)                | [dʰ]       |  |
| *E *e     | *genos (род, пол)                | [e]        |  |
| *Ē *ē     | *rēg-s (король)                  | [eː]       |  |
| *G *g     | *agros (поле)                    | [g⁼]       |  |
| *Gʰ *gʰ   | *wegʰ- (ехать)                   | [gʰ]       |  |
| *Gʷ *gʷ   | *gʷen- (жена)                    | [gʷ]       |  |
| *Gʷʰ *gʷʰ | *snoygʷʰos (снег)                | [gʷʰ]      |  |
| *Ǵ *ǵ     | *ǵr̥H₁-no- («зерно»)              | [ɟ⁼]       |  |
| *Ǵʰ *ǵʰ   | *ǵʰéi-mn̥- («зима»)               | [ɟʰ]       |  |
| *H *h     |                                  | [x]        |  |
| *H₁ *h₁   |                                  | [ʔ]        |  |
| *H₂ *h₂   |                                  | [ʕ]        |  |
| *H₃ *h₃   |                                  | [ʕʷ]       |  |
| *I *i     | *wid- (ведать, знать)            | [i]        |  |
| *Ī *ī     | *gʷīwos (живой)                  | [iː]       |  |
| *K *k     | *ken- (кон)                      | [k]        |  |
| *Kʷ *kʷ   | *kʷoinā (возмещение)             | [kʷ]       |  |

| буква | праиндоевропейская реконструкция | звук (МФА) |
| ----- | -------------------------------- | ---------- |
| *Ḱ *ḱ | *ḱm̥tóm (сто)                     | [c]        |
| *L *l | *leubʰ- (люб-ить)                | [l]        |
| *L̥ *l̥ | *wl̥kʷos (волк)                   | [l̥]        |
| *L̥̄ *l̥̄ | *pl̥̄nos (полный)                  | [l̥ː]       |
| *M *m | *wem- (рвать)                    | [m]        |
| *M̥ *m̥ | *septem̥ (семь)                   | [m̥]        |
| *M̥̄ *m̥̄ | [ 21 ]                           | [m̥ː]       |
| *N *n | *nokʷt- (ночь)                   | [n]        |
| *N̥ *n̥ | *mn̥ti-s (мышление)               | [n̥]        |
| *N̥̄ *n̥̄ | *gn̥̄tos (рождённый)               | [n̥ː]       |
| *O *o | *owis (овца)                     | [o]        |
| *Ō *ō | *gnō- (знать)                    | [oː]       |
| *P *p | *ped-, *pod- (пята, нога)        | [p]        |
| *R *r | *bʰer- (нести)                   | [r]        |
| *R̥ *r̥ | *ḱr̥d (сердце)                    | [r̥]        |
| *R̥̄ *r̥̄ | *gr̥̄nom (растение, зерно)         | [r̥ː]       |
| *S *s | *senos (старый)                  | [s]        |
| *T *t | *treyes (три)                    | [t]        |
| *U *u | *rudʰos (красный)                | [u]        |
| *Ū *ū | *mūs (мышь)                      | [uː]       |
| *W *w | *newos< (новый)                  | [w]        |
| *Y *y | *yekʷr̥t (печень)                 | [j]        |

## Внешнее родство

### Общая оценка
С момента возникновения индоевропеистики как науки неоднократно предпринимались попытки сопоставления индоевропейских языков с другими языками: малайско-полинезийскими, уральскими, афразийскими, картвельскими, эскимо-алеутскими, айнским и этрусским и другими.
На сегодняшний день среди индоевропеистов существуют разные точки зрения как на достоверность тех или иных макрокомпаративистских гипотез, так и на оценку непосредственно самого макрокомпаративизма. Так, в рамках трёх современных руководств по индоевропейскому языкознанию, издание которых независимо оценивается в качестве важных событий в данной области науки, автор первой работы Р. Бекес полагает, что допустимо считать возможным родство праиндоевропейского с уральской семьёй, а также в перспективе возможно присоединение к индо-уральской также юкагирского, чукотского и эскимосско-алеутского языков; в противовес этому автор второй монографии M. Майер-Брюггер считает, что внешнее родство индоевропейской семьи с какой-либо иной невозможно ни опровергнуть, ни доказать; в свою очередь, российский индоевропеист Л. Герценберг, автор третьего пособия, утверждает, что даже индоевропейско-уральских схождений недостаточно для создания полноценной сравнительной грамматики, а прочие попытки в области макрокомпаративизма и вовсе представляют собой, по его мнению, фантастические и ненаучные манипуляции.

### Макрокомпаративистские гипотезы
Ностратическая гипотеза, выдвинутая датским лингвистом Х. Педерсеном в 1903 году и в начале 1960-х годов развитая советскими и российскими лингвистами — В. М. Иллич-Свитычем, В. А. Дыбо, С. А. Старостиным и А. Б. Долгопольским, объединяет ряд более ранних гипотез и предполагает сближение индоевропейских языков с уральскими, алтайскими, дравидскими и картвельскими (первоначально также с афразийскими) в рамках широкой языковой макросемьи. В частности, по мнению сторонников этой гипотезы, возможное родство праиндоевропейских личных, указательных и вопросительных местоимений с алтайскими, уральскими, дравидскими и семитохамитскими является важным доказательством существования ностратической макросемьи. Кроме того, сторонниками ностратической гипотезы предпринимались попытки сопоставления праиндоевропейских местоимений с эламскими, юкагирскими, нивхскими, чукотско-камчатскими, эскалеутскими. Вместе с тем, различными специалистами данная гипотеза была подвергнута критике, она считается весьма спорной и её выводы не принимаются многими индоевропеистами и компаративистами, которые рассматривают теорию ностратических языков как, в худшем случае, полностью ошибочную или как, в лучшем случае, просто неубедительную.
В рамках гипотезы, предложенной в 1906 году шведским лингвистом К. Б. Виклундом, постулируется генетическое родство индоевропейской и уральской языковых семей, восходящих к единому индо-уральскому праязыку. Данная гипотеза в 1927 году была поддержана шведским лингвистом Ханнесом Шёлдом. В 1936 году Г. Йенсен установил около 30 лексических совпадений, выражающих примитивные понятия в уральском и индоевропейском, куда входят названия частей тела, названия деревьев, термины родства и слова, обозначающие отношения. Я. Балаж в своей работе 1965 года утверждал существование генетического родства между индоевропейским и уральским языками на основании обнаруженных им сходств этих языков в фонетической структуре, звучании и образовании комбинаций между указательными и именными словами. Это рассматривается им как наиболее важное доказательство, поскольку о настоящем родстве, по его мнению, можно говорить лишь в том случае, если обнаруживаются совпадения в функциональном отношении, в то время как фонетические, лексические и морфологические соответствия между языками часто возникают в результате ареальных контактов и заимствования[страница не указана 2245 дней]. В своём фундаментальном исследовании «Уральцы и индоевропейцы» финский лингвист А. Й. Йоки привёл 5 местоименных, 10 глагольных и 9 именных корней, имеющихся одновременно только в индоевропейском и уральском, которые, по его мнению, могут происходить из общего для них языка-предка[страница не указана 2245 дней]. Из числа современных сторонников индо-уральской гипотезы можно отметить Алвина Клукхорста, который рассматривает сепаратную близость между уральским и анатолийскими языками индоевропейской семьи, как доказательство архаичности последних и факт общего родства индоевропейского и уральского языков. Тем не менее, многие лингвисты полагают недоказанным индо-уральское родство или же относятся предельно осторожно к данной гипотезе.
В ряде своих монографий 1934—1965 гг. гипотезу индо-уральского праязыка последовательно отстаивал Б. Коллиндер, который позднее, помимо уральского, также доказывал существование генетического родства индоевропейского с юкагирским и гипотетическим алтайским языками.
Словенский языковед Б. Чоп во множестве своих публикаций поддержал существование индо-уральского праязыка, который, вместе с гипотетической алтайской семьёй и, возможно, как он предполагает, с некоторыми другими языковыми семьями (афроазиатским, гипотетическим алародийским), восходит к постулируемому им гипотетическому евразийскому (ностратическому) праязыку. В отношении индоевропейского и уральского Б. Чопом выделяются — 500 общих корневых и более 150 общих суффиксальных, индо-уральские соответствия на уровне морфемных комплексов, 30 общих индо-уральских этимологий числовых и падежных аффиксов, а также предлагается реконструкция индо-уральской системы именного склонения, для которой выводимы парадигмы обоих языков-потомков.
Советский и российский лингвист Н. Д. Андреев утверждал, на основе собственной реконструкции, о существовании бореального языка, который был общим для индоевропейской, уральской и гипотетической алтайской языковых семей. Теория Н. Д. Андреева получила неоднозначную оценку в среде лингвистов: А. Мартине рассматривал работу российского лингвиста в качестве инновационной; по мнению С. Палиги, бореальная теория полезна для познания предыстории сатемной группы индоевропейцев и возможно сближение ряда положений этой теории с курганной гипотезой М. Гимбутас; О. Н. Трубачёв отметил прогресс в исследованиях формальной структуры индоевропейского корня, и что Н. Д. Андреев показал раннеиндоевропейское состояние с двухсогласными корневыми словами; В. П. Нерознак назвал теорию бореального языка «фантастической».
Американский лингвист Д. Гринберг связывал генетическим родством индоевропейский с гипотетической уральско-юкагирской, гипотетической алтайской, чукотско-камчатской и эскимосско-алеутской языковыми семьями, которые, по мнению Д. Гринберга, восходят к единому евро-азиатскому праязыку. Макрокомпаративистская методология Д. Гринберга, основываемая на массовом сравнении, и предлагаемые им доказательства генетического родства языков, восходящих к евро-азиатскому, были раскритикованы и отвергнуты многими лингвистами.
В свою очередь, нидерландский лингвист Ф. Кортландт, возводит индо-уральский язык и язык нивхов к гипотетической урало-сибирской языковой семье, которая, как он полагает, восходит в конечном счёте к евро-азиатскому праязыку Д. Гринберга. В случае индо-уральского праязыка Ф. Кортландт обосновывает парадигматические схождения на уровне слоговой структуры данных языков и реконструирует единую парадигму праформ уральского и индоевропейского глагола.
Джон Коларуссо, на основании обнаруженных им совпадений в системе гласных, морфонологических чередованиях и лексике, утверждал о существовании генетического родства между праиндоевропейским и западнокавказскими языками, восходящих к постулируемому им понтийскому праязыку. Работы Коларуссо не получили большого признания и не были хорошо приняты в научной литературе. Так, например, соглашаясь с наличием некоторых совпадений, Джоханна Николс тем не менее указывает, что структура морфем и в целом морфосинтаксические типы данных языков предельно отличные. Ряд авторов рассматривает предложенные Коларуссо совпадения либо в качестве заимствований в праиндоевропейский из западнокавказского или как случаи независимого параллельного развития.
В 1934 году профессор Эмиль Форрер из Швейцарии высказал мнение, что индоевропейский язык образовался в результате скрещивания двух неродственных языков[страница не указана 2245 дней]. Н. С. Трубецкой, К. К. Уленбек, О. С. Широков и Б. В. Горнунг предполагают, что это скрещивание происходило между языком уральско-алтайского типа и языком типа кавказско-семитского[страница не указана 2245 дней].
В свою очередь, Дж. Кернс в своей работе, затрагивающей исследование основ местоимений в разных языковых семьях, приходит к двум заключениям — о близости индоевропейского, уральского и гипотетического алтайского языков в рамках данного признака, а также об отсутствии подобной связи между ними и всеми другими исследованными им языками, в частности дравидийским и семитским.

## Прародина

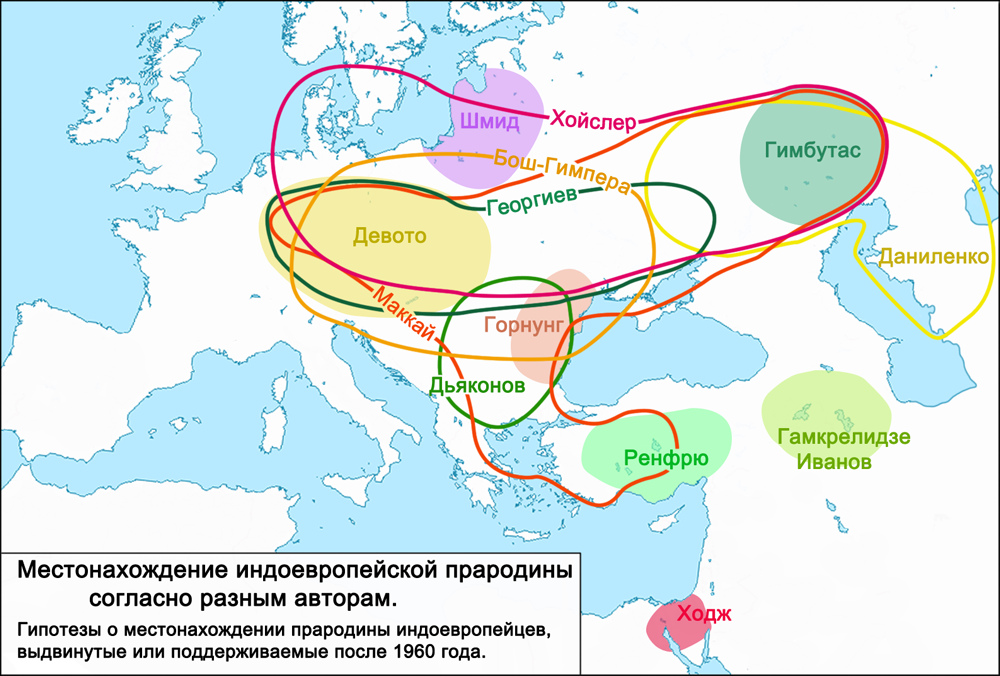
Гипотезы о местонахождении индоевропейской прародины

Поиски прародины индоевропейцев начались одновременно с зарождением индоевропеистики. Огромное влияние, которое оказали на первых индоевропеистов санскритские и древнеперсидские тексты, сказалось и в локализации прародины. У. Джонс полагал, что прародина праиндоевропейцев находится в Иране. Другие учёные в начале XIX века размещали её в Гималаях или непосредственно на Индийском субконтиненте.
В 1851 году гипотезы азиатской прародины подверглись критике со стороны английского учёного Р. Латэма, считавшего, что индо-иранские народы переселились в места своего проживания в результате поздней экспансии, а прародину индоевропейцев следует искать в Европе. Впоследствии эта идея была подхвачена и развита шовинистически настроенными учёными, сформулировавшими североевропейскую гипотезу и не отделявшими языка от расы, такими как Г. Коссинна, который выводил «арийцев» (в действительности ариями себя называли только индо-иранские народы) из северной Европы (южная Скандинавия и северная Германия).
Во второй половине XIX века немецкие лингвисты выдвинули гипотезы о происхождении праиндоевропейцев из региона Понтийско-Каспийской степи, в частности, впервые такое мнение в 1869 году высказал Т. Бенфей, затем О. Шрадер, поддержавший тезис В. Гена о том, что индоевропейцы изначально были кочевниками, в 1886 году предположил индоевропейскую прародину в причерноморских степях на юго-западе России, на среднем и нижнем течениях Волги, в степях Прикаспия и Приаралья, где обитали дикие лошади. В 1956 году литовской и американской исследовательницей Марией Гимбутас, просинтезировавшей советские археологические открытия, ранее игнорировавшиеся западными исследователями, была сформулирована курганная гипотеза, согласно которой прародиной индоевропейцев являются волжские и причерноморские степи. Миграции праиндоевропейцев происходили в несколько волн в промежуток между 4500 и 2500 годами до н. э., и первый толчок им дало одомашнивание лошади.
Балто-черноморская гипотеза предполагает, что уже в мезолите (8500—5000 годы до н. э.) праиндоевропейцы занимали обширные территории между Балтийским и Чёрным морями.
Балканская гипотеза помещает прародину праиндоевропейцев на Балканский полуостров и в Центральную Европу и отождествляет их с культурой линейно-ленточной керамики.

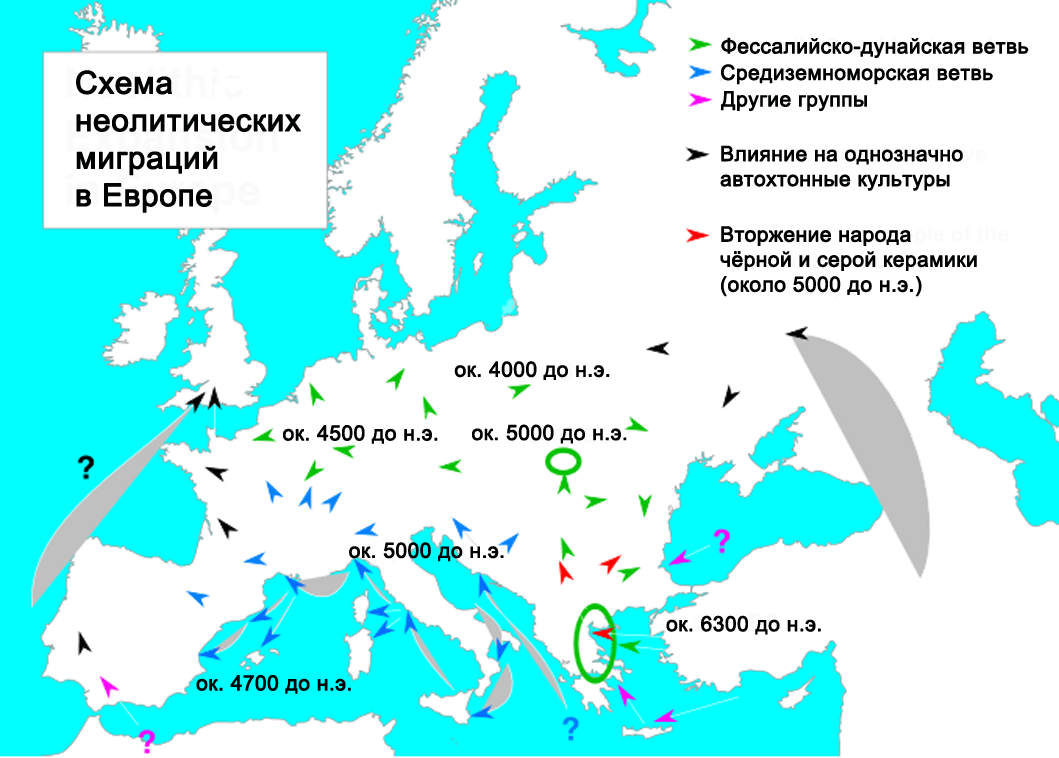
Неолитическая экспансия VII—V тысячелетий до н. э., отождествляемая анатолийской гипотезой с экспансией праиндоевропейцев

Согласно анатолийской гипотезе, сформулированной К. Ренфрю, предполагается, что праиндоевропейский язык существовал раньше, чем принято считать, в VII—VI тыс. до н. э. в Анатолии (поселением индоевропейцев считается Чатал-Хююк), а появление индоевропейцев в Европе связывается с расселением земледельцев из Анатолии в Юго-Восточную Европу. Поддерживается В. В. Шеворошкиным и А. Б. Долгопольским.
Армянская гипотеза предполагает, что праиндоевропейский язык возник на Армянском нагорье. Аргументируется в трудах академиков Т. В. Гамкрелидзе и Вяч. Вс. Иванова.
На сегодня главными конкурирующими гипотезами расположения прародины являются:
- североцентральноевропейская (лингвисты Л. Гейгер, Ю. Покорный, Г. Хирт, Ф. Шпехт, Дь. Дечи и Дж. Крюгер 2000[86][87]; археологи, антропологи и историки К. Пенка, M. Мух 1902[88], Г. Косинна, Г. Швантес, Л. С. Клейн 2010[89][90][91])
- югоцентральноевропейская, или «балканская» (лингвисты Дж. Девото 1962[92], И. М. Дьяконов 1982[93][94][95]; археологи П. Боск-(и-)Жимпера 1960[96], Х. Хенкен, Я. Маккаи 1991[97][98])
- восточноевропейская, или «степная», «курганная» (лингвисты А. Шлейхер, Т. Бенфей 1869[74], О. Шрадер 1890[99], Т. Сулимирский 1968[100]; археологи Э. Вале, Г. Чайлд 1926[101], М. Гимбутас 1956[77], Дж. П. Мэллори 1989[102])
- ближневосточная, западноанатолийская, или переднеазиатская «армянская» (лингвисты М. Мюллер, Т. В. Гамкрелидзе и Вяч. Вс. Иванов 1984[103]; археологи К. Ренфрю 1987[104], П. М. Долуханов 1984[105], М. Звелебил 1988[106][107][108])
- теория «широкой прародины» (вся Европа или её существенная часть) (лингвисты Н. С. Трубецкой, Х. Краэ, В. П. Шмид; археологи и историки Г. Кюн, К. Яжджевский, Л. Килиан 1983[109], А. Хойслер 1985[110], Л. Л. Зализняк, С. В. Конча)
- теория В. А. Сафронова 1989[111], сочетает черты североцентральноевропейской, югоцентральноевропейской, восточноевропейской и отчасти западноанатолийской гипотез[91]
- теория «циркумпонтийского очага» Е. Н. Черных 1987[112][113], сочетающая концепты восточноевропейской и ближневосточной гипотез

Основным средством поиска прародины служит лингвистическая палеонтология. Учитывается как присутствие слов, обозначающих какие-то реалии, так и их отсутствие (argumentum ex silentio). Так, например, в праиндоевропейском языке отсутствовали обозначения кипариса, лавра, маслины, оливкового масла, винограда и осла, что не позволяет помещать прародину в Средиземноморье, или обезьяны, слона, пальмы и папируса, что заставило бы локализовать её в тропиках, или янтаря, что позволяет исключить побережье Балтийского моря. Долгое время наличие в праязыке слов *loḱs «лосось» и *bʰeh₂ǵos «бук» рассматривалось как аргументы (аргумент лосося и аргумент бука соответственно) в пользу североевропейской прародины, однако позднее было высказано мнение, что этими словами праиндоевропейцы могли называть не сёмгу (Salmo salar) и бук европейский (Fagus sylvatica), а кумжу (Salmo trutta, обитает в Чёрном и Каспийском морях, а также в реках, впадающих в них) и бук восточный (Fagus orientalis, растёт на Кавказе) или бук крымский (Fagus taurica), а позднее, когда их часть переселилась в Европу, старые слова были перенесены на новые реалии. В настоящее время более важным для локализации индоевропейской прародины считается наличие в праязыке слов «пчела», «мёд», «медовуха», а также *h₁eḱwos «лошадь». Медоносная пчела не была распространена к востоку от Урала, что позволяет исключить из рассмотрения Сибирь и Центральную Азию. Лошадь, имевшая большое значение для праиндоевропейцев и распространённая в период гипотетического существования праязыка преимущественно в степях Евразии, исключает Ближний Восток, Иран, Индостан и Балканы.

## Распад и диалектное членение

Генетическая классификация индоевропейских языков

Верхняя граница распада праиндоевропейского языка определяется тем, что анатолийские и индоиранские языки уже существовали как отдельные ветви в районе 2000 г. до н. э., таким образом, праиндоевропейский язык должен был распасться не позднее 2500 г. до н. э., а скорее всего, значительно раньше. Нижняя граница распада определяется знакомством праиндоевропейцев с плугом, повозкой, ярмом, одомашненной лошадью и разведением овец ради шерсти, что могло быть возможно никак не ранее 5000 г. до н. э., а скорее не ранее 4500 г. до н. э.
В связи с расселением индоевропейских племён к определённому моменту времени единый праиндоевропейский язык перестал существовать, переродившись в праязыки отдельных групп. Первым отделился праанатолийский язык. Учитывая древность этого отделения, Э. Г. Стёртевант предложил ввести новый термин «индо-хеттский язык» для периода в истории праязыка до ухода праанатолийцев, а слово «праиндоевропейский» использовать для периода после ухода. На данный момент индо-хеттская гипотеза поддерживается большинством учёных. Согласно курганной теории, носители праанатолийского языка ушли с территории прародины на запад, на Балканы (Культура Чернаводэ и Усатовская культура). Согласно анатолийской гипотезе прародины, именно праанатолийцы остались в месте исконного проживания, а предки остальных индоевропейцев переселились на Балканы.
Н. Д. Андреев выделяет три периода истории праиндоевропейского языка:
1. Раннеиндоевропейский период, характеризующийся изолирующим языковым строем, односложными и одноморфемными словами, политональностью, отсутствием словоизменения и формального различия между частями речи;
2. Старший среднеиндоевропейский период, для которого характерны агглютинация и двухморфемные слова.
3. Младший среднеиндоевропейский период, в который осуществился переход к флексии, появляются окончания, исчезают тоны, появляется аблаут, начинают разграничиваться имена и глаголы, у имен различаются общий и средний роды, а также два падежа, у глаголов различаются инфект и перфект;
4. Старший позднеиндоевропейский период, в который происходит усложнение морфологии и переход к трёхморфемным основам, флективное выражение получают родительный падеж и число у имени, аорист и оптатив у глагола;
5. Младший позднеиндоевропейский период характеризуется тематизацией основ, фузией темы и окончания, появлением сослагательного наклонения, женского рода, двойственного числа и развитой системы падежей.

Гамкрелидзе и Иванов выделяют следующие этапы членения индоевропейской языковой области:
1. Период единства;
2. Разделение праиндоевропейского языка на два диалектных ареала: А (праанатолийский, пратохарский и праитало-кельто-иллирийский диалекты) и В (прагермано-балто-славянский и праарийско-греческо-армянский диалекты).
3. Отделение праанатолийцев.
4. Разрыв между ареалами А и В;
5. Выделение пратохарского языка и разделения ареала В на две части: прагермано-балто-славянскую и праарийско-греческо-армянскую;
6. Период существования прагреческого, праармяно-арийского, прабалто-славянского, прагерманского, праиталийского, пракельтского, пратохарского и праанатолийского языков. При этом имели место контакты между прагреческим и праармяно-арийским; праармяно-арийским и прабалто-славянским; прагерманским, праиталийским и пракельтским;
7. Выделение праармянского языка.

## Лингвистическая характеристика

### Фонетика и фонология

#### Согласные
Количество и качество рядов смычных
Четырёхсерийная реконструкция системы смычных является (как и многое другое на заре компаративистики) следствием признания приоритета санскрита и почти механического перенесения многих его особенностей на праязык.
Так выглядит классическая четырёхсерийная реконструкция:
|                  | Глухие | Глухие придыхательные | Звонкие | Звонкие придыхательные |
| ---------------- | ------ | --------------------- | ------- | ---------------------- |
| Губные           | p      | pʰ                    | b       | bʰ                     |
| Зубные           | t      | tʰ                    | d       | dʰ                     |
| Палатовелярные   | ḱ      | ḱʰ                    | ǵ       | ǵʰ                     |
| Простые велярные | k      | kʰ                    | g       | gʰ                     |
| Лабиовелярные    | kʷ     | kʷʰ                   | gʷ      | gʷʰ                    |

Этой схемы придерживались К. Бругман, А. Лескин, Ф. Ф. Фортунатов, А. Мейе, О. Семереньи, Т. Барроу.
В 1891 году Фердинанд де Соссюр доказал, что глухие придыхательные имеют вторичное происхождение из сочетания «глухой смычный плюс ларингал».
Критики четырёхсерийной реконструкции приводят следующие аргументы:
- лексемы, в которых предполагаются глухие придыхательные, исчисляются единицами;
- нет никакой системы соответствий между глухими придыхательными санскрита и смычными других языков;
- четырёхсерийная система была бы достаточно устойчивой с фонологической точки зрения, а следовательно, должна была сохраниться в большинстве языков-потомков, а не только в индоарийских.

Как альтернатива четырёхсерийной была предложена трёхсерийная реконструкция, в которой отсутствовал ряд глухих придыхательных:
|                  | Глухие | Звонкие | Звонкие придыхательные |
| ---------------- | ------ | ------- | ---------------------- |
| Губные           | p      | b       | bʰ                     |
| Зубные           | t      | d       | dʰ                     |
| Палатовелярные   | ḱ      | ǵ       | ǵʰ                     |
| Простые велярные | k      | g       | gʰ                     |
| Лабиовелярные    | kʷ     | gʷ      | gʷʰ                    |

Но и эта реконструкция имела недостатки:
- Первый недостаток, на который указал Р. Якобсон, заключался в том, что реконструкция серии звонких придыхательных типологически недостоверна при отсутствии серии глухих придыхательных. В качестве контрпримера обычно приводят келабитский язык, в котором имеются звонкие придыхательные, но отсутствуют глухие.
- Второй недостаток, обнаруженный Х. Педерсеном, заключался в том, что праиндоевропейское b встречалось крайне редко, почти отсутствовало, в то время как, по данным типологии, следовало бы ожидать скорее отсутствия глухого p, чем звонкого b'.

Слабая типологическая обоснованность традиционной трёхсерийной реконструкции заставила учёных или возвращаться к четырёхсерийной реконструкции или искать возможные альтернативные реконструкции.
Так, в 1957 году Н. Д. Андреев предположил, что смычные в праиндоевропейском языке различались не по звонкости/глухости, а по силе/слабости, как, например, в корейском. Таким образом, традиционные глухие Андреев реинтерпретирует как глухие сильные, звонкие — как глухие слабые, а звонкие придыхательные — как глухие придыхательные.
Одной из таких альтернативных реконструкций стала гипотеза Л. Г. Герценберга, которая заключается в том, что для праиндоевропейского состояния постулируется лишь два ряда смычных — звонкие и глухие, а звонкие придыхательные появились только в некоторых индоевропейских диалектах под воздействием просодического признака — «ларингального тона».
Новым этапом стало выдвижение глоттальной теории Тамазом Гамкрелидзе и Вячеславом Ивановым в 1972 году и независимо от них Полом Хоппером в 1973 году. Эта схема исходила из недостатков предыдущей:
|                  | Глухие придыхательные | Глоттализованные | Звонкие придыхательные |
| ---------------- | --------------------- | ---------------- | ---------------------- |
| Губные           | p⁽ʰ⁾                  |                  | b⁽ʰ⁾                   |
| Зубные           | t⁽ʰ⁾                  | ț                | d⁽ʰ⁾                   |
| Палатовелярные   | ḱ⁽ʰ⁾                  | ķ́                | ǵ⁽ʰ⁾                   |
| Простые велярные | k⁽ʰ⁾                  | ķ                | g⁽ʰ⁾                   |
| Лабиовелярные    | kʷ⁽ʰ⁾                 | ķʷ               | gʷ⁽ʰ⁾                  |

Данная теория позволила иначе интерпретировать законы Грассмана и Бартоломе, а также по-новому осмыслила закон Гримма.
У противников глоттальной теории вызывает сомнения возможность озвончения глоттализованных смычных, они указывают на типологическую редкость такого явления. Кроме того, озвончение глоттализованных в начальной позиции и вовсе не засвидетельствовано ни в одном языке мира. Критики глоттальной теории также указывают на то, что отсутствие глухих придыхательных при наличии звонких придыхательных является очень редким, но встречающимся в языках мира явлением, а также на то, что звук *b встречался в праиндоевропейском редко, но не отсутствовал вовсе.
Существует также ряд картвельско-индоевропейских параллелей, которые демонстрируют соответствие пракартвельских глоттализованных праиндоевропейским глухим, а праиндоевропейских «глоттализованных» пракартвельским глухим. Вне зависимости от того, считать эти слова заимствованиями или исконнородственными, это наводит на мысль о том, что серия, восстанавливаемая Гамкрелидзе и Ивановым как глоттализованная, таковой не была, а имела какое-то иное качество.
Количество рядов заднеязычных
Традиционная реконструкция предполагает, что в праиндоевропейском языке было три ряда заднеязычных: палатовелярный, велярный чистый и лабиовелярный. На том, что в одних индоевропейских языках с чистыми велярными совпали палатовелярные, а в других — лабиовелярные (с переходом палатовелярных в аффрикаты или спиранты), основано деление индоевропейских языков на кентумные и сатемные (*k’ṃtom «сто» > лат. centum и авест. satəm). В XIX веке изоглоссу centum — satəm считали отражающей географическое деление индоевропейских диалектов на западные (centum) и восточные (satəm). Открытие кентумных анатолийских и тохарских языков, географически расположенных на востоке ареала индоевропейских языков, показало, что это не так.
Ряд учёных выразил сомнение в существовании такой сложной системы велярных в праязыке. Основным аргументом служило то, что ни в одном из языков-потомков данной системы не сохранилось. Г. Хирт, А. Мейе, В. К. Журавлёв, А. Н. Савченко признавали первичной систему кентумных языков (велярный и лабиовелярный ряды). Напротив Е. Курилович считал исходной сатемную систему (велярный и палатовелярный ряды). Наконец, С. Младенов и Я. Сафаревич реконструировали для праиндоевропейского всего один ряд чистых велярных, который по-разному расщепился в кентумных и сатемных языках.
Лувийский, армянский и албанский языки предоставляют материал, свидетельствующий в пользу традиционной трёхсерийной реконструкции.
Спиранты
Традиционно считается, что в праиндоевропейском языке был только один спирант *s (если не принимать во внимание того, что «ларингалы» также, возможно, были спирантами), аллофоном которого в позиции перед звонкими согласными выступал *z. Несколько раз различными лингвистами предпринимались попытки увеличить количество спирантов в реконструкции праиндоевропейского языка. Первая попытка была сделана К. Бругманом, попытавшимся реконструировать четыре межзубных спиранта: *Þ, *Þʰ, *ð, *ðʰ. На данный момент установлено, что на месте спирантов Бругмана были стечение смычных типа TK (где T — любой зубной смычный, а K — любой заднеязычный смычный). Позднее Т. В. Гамкрелидзе и Вяч. Вс. Иванов на основании небольшого количества примеров постулировали для праиндоевропейского ещё два спиранта помимо *s: *ś и *śʷ.
Количество «ларингалов»
Ларингальная теория в своём первоначальном виде была выдвинута Фердинандом де Соссюром в труде «Статья о первоначальной системе гласных в индоевропейских языках». Фердинанд де Соссюр возложил ответственность за некоторые чередования в санскритских суффиксах на некий неизвестный ни одному живому индоевропейскому языку «сонантический коэффициент». После открытия и расшифровки хеттского языка Ежи Курилович отождествил «сонантический коэффициент» с ларингальной фонемой хеттского языка, поскольку в хеттском языке этот ларингал был именно там, где по Соссюру находился «сонантический коэффициент». Было также установлено, что ларингалы, утрачиваясь, активно влияли на количество и качество соседствующих праиндоевропейских гласных. Однако на данный момент среди учёных нет единого мнения по поводу количества ларингалов в праиндоевропейском. Подсчёты расходятся в очень широком диапазоне — от одного до десяти.
Консенсусная реконструкция праиндоевропейских согласных
Наиболее распространённая на данный момент реконструкция праиндоевропейских согласных выглядит следующим образом:
|                |                        | Губные | Зубные | Палатальные | Заднеязычные  | Заднеязычные | Заднеязычные | «Ларингалы» |
| палатовелярные | велярные               | Губные | Зубные | Палатальные | лабиовелярные |              |              | «Ларингалы» |
| -------------- | ---------------------- | ------ | ------ | ----------- | ------------- | ------------ | ------------ | ----------- |
| Носовые        | Носовые                | m      | n      |             |               |              |              |             |
| Смычные        | глухие                 | p      | t      |             | ḱ             | k            | kʷ           |             |
| Смычные        | звонкие                | b      | d      |             | ǵ             | g            | gʷ           |             |
| Смычные        | звонкие придыхательные | bʰ     | dʰ     |             | ǵʰ            | gʰ           | gʷʰ          |             |
| Фрикативные    | Фрикативные            |        | s      |             |               |              |              | h₁, h₂, h₃  |
| Плавные        | Плавные                |        | r, l   |             |               |              |              |             |
| Полугласные    | Полугласные            | w      |        | j           |               |              |              |             |

#### Гласные
Август Шлейхер, считая санскритский вокализм первичным, реконструировал для праиндоевропейского языка всего шесть гласных (*u, *i и *a и их долгие соответствия), а гласные *e и *o, имеющиеся, например, в латыни и древнегреческом, отбросил.
Позднее (к концу 1870-х годов), благодаря открытию закона палатализации в древнеиндийском, было доказано, что санскритский вокализм вторичен, и в праиндоевропейском языке существовали также и гласные *e и *o (и их долгие соответствия). Таким образом, в реконструируемой системе получилось десять гласных: пять кратких (*i, *e, *a, *o, *u) и пять долгих (*ī, *ē, *ā, *ō, *ū).
Редкость гласного *a в праиндоевропейском языке обусловила возникновение гипотезы, согласно которой, *a в праязыке вообще не существовало, и этот звук появился уже в отдельных индоевропейских языках из сочетания *h₂e.
Долгие гласные
Традиционно для праиндоевропейского языка реконструируются пять кратких и пять долгих гласных. Однако последователи ларингальной теории полагают, что долгие гласные появились вторично в результате заменительного удлинения после выпадения ларингалов или стяжения гласных.
Редуцированные гласные
На основании соответствия в некоторых словах индоиранского i звуку a других индоевропейских языков реконструируется редуцированный гласный schwa primum, то есть «первичное шва», являющийся, согласно ларингальной теории, вокализованным вариантом «ларингалов» и обозначаемый знаком *ə.
Если слово в праиндоевропейском языке начиналось на стечение двух взрывных и сонорного согласных, то между взрывными возникал редуцированный гласный звук (так называемый schwa secundum, то есть «вторичное шва»). В праформах его обозначают при помощи *ₑ или *ₔ.
Дифтонги
Сочетания гласных *e, *a и *o с неслоговыми вариантами *u и *i образовывали 6 нисходящих дифтонгов. Однако дифтонгами они были лишь фонетически, фонологически же представляли собой бифонемные сочетания.
Слоговые сонанты
Согласные *r, *l, *n и *m в положении между согласных выступали в праиндоевропейском языке в роли гласных. Только слоговое *r̥ сохранилось в санскрите, *l̥, *m̥ и *n̥ являются результатом реконструкции.

#### Просодия
Ударение в праиндоевропейском языке было свободным (могло находиться на любом слоге в слове) и подвижным (могло смещаться в пределах парадигмы одного слова). В основном при реконструкции праиндоевропейского ударения учёные опираются на данные древнегреческого языка и ведийского санскрита, в меньшей степени балтийских, славянских и германских языков. Ударение было присуще большинству слов праиндоевропейского языка, безударными могли быть только частицы, союзы, предлоги, некоторые формы местоимений (так называемые клитики).

#### Морфонология
Типичными для праиндоевропейского языка были корни структуры CVC (где C — любой согласный, а V — любой гласный), возможны были также структуры CV, CVCC, CCVC, CCVCC, а также sCCVC и sCCVCC. В пределах одного корня не могли сочетаться глухой и звонкий придыхательный взрывной (TeDʰ и DʰeT), два звонких взрывных (DeD), два одинаковых взрывных (*kek-, *tet-).
В праиндоевропейском языке существовало такое явление как аблаут, представляющий собой систему регулярных чередований гласных. Аблаут бывает количественным и качественным. Обычно выделяют три ступени количественного аблаута: нулевую (также ступень редукции), полную (также нормальная) и удлинённую (также продлённая). При качественном аблауте, как правило, *e чередуется с *o.
В сумме, при изменении как по количественному, так и по качественному аблауту, корень может иметь пять вариантов:
| нулевая ступень | полная ступень | продлённая ступень |
| ∅               | e              | ē                  |
| ∅               | o              | ō                  |

При этом, хотя теоретически каждый корень праиндоевропейского языка мог иметь все ступени, на практике это происходит редко.

### Морфология

#### Существительное
Существительное в праиндоевропейском языке обладало категориями рода, числа и падежа. Традиционно для праиндоевропейского существительного реконструируется три рода: мужской, женский и средний. Согласно гипотезе, выдвинутой А. Мейе, первоначально праиндоевропейский язык был языком активной типологии и в нём были неодушевлённый и одушевлённый роды, а после отделения анатолийских языков второй распался на мужской и женский. Для праиндоевропейского языка восстанавливается восьмипадежная система (именительный, родительный, дательный, винительный, звательный, творительный, местный, отложительный падежи), сохранившаяся в полном объёме только в древних индоиранских языках. Остальные индоевропейские языки её в той или иной мере упростили. Иногда реконструируют также аллативный (директивный) падеж.
Так же, как и глаголы, существительные могли быть тематическими (у которых между основой и окончанием был соединительный гласный *-o-, чередующийся с *-e-) и атематическими (у которых этого гласного не было).
Строение существительных можно выразить формулой «корень (+ суффикс1…суффиксn) + окончание». Приставок в праязыке не существовало.

#### Прилагательное
Прилагательные в праиндоевропейском языке склонялись так же, как существительные и тоже могли быть как тематическими, так и атематическими. Однако, в отличие от существительных, прилагательные могли изменяться по родам и имели степени сравнения — сравнительную (образовывалась при помощи суффикса *-ɪ̯es-/*-ɪ̯os-/*-is-) и превосходную (образовывалась при помощи суффиксов *-isto и *-m̥mo-).

#### Местоимение
Местоимения являются одним из самых устойчивых элементов индоевропейской лексики. Однако, несмотря на их архаичность и устойчивость, реконструкцию затрудняет большое количество изменений по аналогии в языках-потомках. Для многих праиндоевропейских местоимений характерен супплетивизм. В отличие от существительных, местоимения не имели звательной формы и могли иметь структуру типа CV (где C — любой согласный, а V — любой гласный). В то же время в некоторых падежах местоимения различали ударные формы и энклитические. Склонялись по особому местоименному склонению, отличавшемуся от субстантивного. Все, кроме личных и возвратного, изменялись также по родам. Реконструируют следующие разряды местоимений: личные, возвратное, указательные, относительные и вопросительные.

#### Глагол
Глагол в праиндоевропейском языке обладал категориями лица, числа, времени, залога и наклонения. Реконструкция праиндоевропейской глагольной системы — самая трудная область индоевропеистики.
Все глагольные формы праиндоевропейского языка состоят из основы и окончания. Основы делят на тематические, заканчивающиеся на тематическую гласную *-e-, чередующуюся с *-o-, и атематические, не содержащие этой гласной. В истории отдельных индоевропейских языков прослеживается тенденция к уменьшению числа атематических основ и увеличению тематических.
Личные окончания праиндоевропейского глагола имеют параллели в системах личных показателей (личных окончаний глагола, личных местоимений) других ностратических языков.

#### Числительные
Числительные являются одним из самых устойчивых элементов индоевропейской лексики. Праиндоевропейцы использовали десятеричную систему счисления. Для образования всех числительных использовалось всего 12—15 корней. Хорошо этимологизируются числительные «один» и «сто», удовлетворительно — «два», «восемь» и «девять», этимология остальных пока остаётся неясной. Вероятно, система числительных в праиндоевропейском имеет долгую предысторию, и не представляется возможным определить время её формирования.

#### Наречие
По всей видимости, в праиндоевропейском языке не существовало стандартного способа образования наречий от прилагательных и существительных, и в наречной функции использовались падежные формы этих двух частей речи.

### Синтаксис
Хотя подавляющее большинство индоевропейских языков является языками номинативными и именно номинативный строй реконструируется для праязыка, некоторые факты дали основания для выдвинутой в 1901 году К. Уленбеком гипотезы, согласно которой, номинативной конструкции в праиндоевропейском предшествовала эргативная на более ранних стадиях истории языка. Альтернативная гипотеза, принадлежащая Г. А. Климову, постулирует, что номинативному строю предшествовал активный.
Порядок слов был свободным, базовым являлся порядок SOV. Согласно типологическим исследованиям, для языков с таким порядком слов характерно положение определения перед определяемым, более активное использование суффиксов, чем префиксов и использование возвратных суффиксов вместо окончаний. Все эти явления в праиндоевропейском языке наблюдаются.
В праиндоевропейском языке действовал закон Ваккернагеля, согласно которому, энклитические частицы находились в предложении на втором месте.
Прилагательные согласовывались с существительными в роде, числе и падеже. Подлежащее и сказуемое согласовывались в числе и падеже, однако глаголы при собирательных существительных ставились в единственное число. Например, др.-греч. πάντα ῥεῖ «всё течёт» (дословно «все течёт»),.

### Лексика
Реконструкция лексико-семантических групп праиндоевропейского языка является ценным источником сведений об образе жизни и религии праиндоевропейцев. По разным оценкам, праиндоевропейцы использовали от 15—20 до 40 тысяч слов. На данный момент реконструируется около 1200 (с меньшей долей уверенности — ещё 500) корней праиндоевропейского языка (от одного корня образовывалось несколько слов).

#### Степени родства
Праиндоевропейский язык обладал сложной и развитой системой наименований степеней родства. В частности, в нём были слова: дед (*h₂euh₂os), бабушка (*Han-), отец (*ph₂tḗr), папа (*átta), мать (*méh₂tēr), родитель, сын (*suHnús), дочь (*dʰugh₂tḗr), брат (*bʰréh₂tēr), сестра (*swésōr), внук (*népōt), племянник, стрый (дядя по отцу; *ptruᵘ̯io-), вуй или уй (дядя по матери; *h₂ewh₂yos), а также названия некровных родственников со стороны мужа: невестка, сноха (*snusós), свёкор (*sweḱuros), свекровь (*sweḱruH-), деверь (брат мужа; *deh₂iwēr), зять (*ǵ(e)mHōr), золовка (сестра мужа; *ǵelh₂-ou), ятровь (жена брата мужа; *i(e)nh₂ter- или *h₁ɪ̯enhₐter). Из того, что неизвестны названия некровных родственников со стороны жены, учёные делают вывод, что жена уходила жить в дом мужа, а также о наличии практики похищения невест.

#### Еда
В меню праиндоевропейцев входили: мясо (*mē(m)s), соль (*séh₂-(e)l-), молоко (*h₂melǵ-), из которого делали масло и сыр, мёд (*melit) и напиток из него (*medʰu), вино (*w(e)ih₁-on-) и, вероятно, жёлуди (*gʷlh₂-(e)n-). Из рыб (*dʰǵʰuH-) им были известны: лосось, форель (*laḱs-), карп, жерех, угорь и, возможно, сом. Из фруктов им были знакомы яблоки (*h₂ébl̥, *h₂ebōl).

#### Хозяйство
Праиндоевропейцы держали следующих домашних животных: корова (*gʷeh₃us), свинья (*suHs), овца (*h₂ówis), коза (*diks), лошадь (*h₁éḱwos, *gʰéyos, *ḱr̥sos, *márkos, *mendyos), гусь (*ǵʰans), собака (*ḱ(u)wṓn). Одежда делалась из овечьей шерсти. Праиндоевропейцам не были известны курица, кролик и осёл. Был известен плуг (*h₂erh₃-trom).

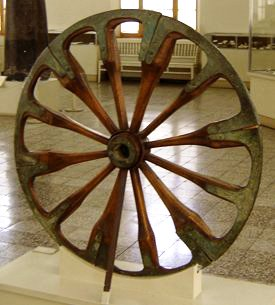
Колесо со спицами из Иранского национального музея (Тегеран), датируется II тысячелетием до нашей эры

Существовала развитая терминология, относящаяся к повозкам и их деталям: *weǵʰnos «повозка», *jugóm «ярмо», *h₂eḱs- «ось». Сохранилось три обозначения колеса: *kʷekʷlóm, *Hwr̥gi- и *Hroth₂. Колёса изготавливались из трёх сколоченных досок, опиленных в форме круга. Составные колёса со спицами появились ок. 2500—2000 до н. э., то есть уже после распада праиндоевропейского языка. Сохранилось обозначение лодки (*néh₂us), по всей видимости, лодки использовались для пересечения рек и озёр.

#### Фауна
Из крупных животных в области расселения праиндоевропейцев водились волк (*wĺ̥kʷos), лиса (*wl(o)p-), медведь (*h₂ŕ̥tḱos), рысь (*luḱ-), бобр (*bʰébʰrus), выдра (*udros), заяц (*ḱasos), олень и лось (*h₁elh₁ḗn, *h₄ólḱis), тур (*tauros).
Существуют попытки реконструировать для праиндоевропейского языка слова «слон» и «слоновья кость» (что служило бы аргументом в пользу анатолийской прародины), однако, по всей видимости, эти слова являются заимствованиями, попавшими в отдельные индоевропейские языки уже после распада праязыка.
По подсчётам Д. Адамса и Дж. Мэллори, реконструируется 75 праиндоевропейских названий животных.

#### Флора
Праиндоевропейцам были известны такие деревья, как берёза (*bʰerh₄ǵos), клён (*h₂ēkr̥), тис (*h₁eiwos, *taksos), ольха (*h₂eliso-), ива (*weit-) и другие.

### Заимствования
В. М. Иллич-Свитыч насчитал 24 лексических заимствования из прасемитского в праиндоевропейский. И. М. Дьяконов подверг критике список семитских заимствований, приводимый в статье В. М. Иллича-Свитыча и в трудах Т. Гамкрелидзе и В. Иванова, оставляя из относительно надёжных только *gheid ‘ягнёнок’, *tauro- ‘бык’, *dhohna ‘хлеб’ и *handh ‘растение, употребляемое в пищу’.
С. А. Старостин приводит список из 82 предполагаемых заимствований из некого диалекта прасевернокавказского языка в праиндоевропейский, а также устанавливает систему фонетических соответствий для этих заимствований. Время контактов Старостин датирует началом V тысячелетия до н. э. В. В. Шеворошкин утверждает, что направление большей части заимствований было обратным: из какого-то индо-иранского диалекта в кавказские языки.
Ранко Матасович в своей работе, посвящённой языковым контактам праиндоевропейского с кавказскими языками, критикует методологию и реконструкцию Старостина, приводя, однако, со своей стороны из списка Старостина ряд максимально правдоподобных потенциальных заимствований из северокавказских языков в праиндоевропейский. Впрочем, по его мнению, доказательства лексических заимствований между северокавказскими и праиндоевропейским языками в целом скудны и ненадёжны, хотя имеется несколько несомненных ареально-типологических совпадений в фонологии и грамматике, которые чаще всего встречаются в севернокавказском и именно оттуда, как он считает, могли быть заимствованы в праиндоевропейский.
Те совпадения, на основании которых Джон Коларуссо утверждал о наличии генетического родства между праиндоевропейским и западнокавказскими языками, а также постулировал существование понтийского праязыка, рядом исследователей рассматриваются в качестве одной из версий, как заимствования в праиндоевропейский из западнокавказского.
Т. В. Гамкрелидзе и Вяч. Вс. Иванов считают, что шесть праиндоевропейских слов являются заимствованиями из шумерского. И. М. Дьяконов поставил под сомнение предполагаемое наличие заимствований из шумерского.

## История изучения

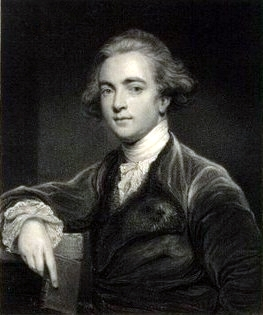
Уильям Джонс

«Независимо от того, насколько древен санскрит, 
он обладает чудесным строем; 
он совершеннее греческого, богаче латинского 
и превосходит оба этих языка изысканной утончённостью, 
и в то же время его корни, слова и грамматические формы 
чрезвычайно похожи на корни, слова и формы этих двух языков, 
что вряд ли может быть случайным;
это сходство так велико, что ни один филолог, 
сравнив эти языки, не мог бы не заключить,
что они произошли из общего источника, 
который уже не существует».
Конец XVIII — начало XIX века ознаменовались бурным развитием сравнительно-исторического направления в языкознании. Родство языков, позднее названных индоевропейскими, стало очевидным после открытия санскрита — древнего священного языка Индии. У. Джонс установил, что в грамматических структурах и глагольных корнях, существующих в санскрите, латыни, греческом, готском языках, наблюдается строгое, систематическое сходство, причём количество сходных форм слишком велико, чтобы его можно было объяснить простым заимствованием. Его работу продолжил Ф. фон Шлегель, предложивший сам термин «сравнительная грамматика» в труде «О языке и мудрости индийцев» (1808), сравнивая между собой санскрит, персидский, греческий, немецкий и другие языки, развил теорию своего предшественника, постулируя необходимость особо внимательного отношения к сравнению глагольных спряжений и роли морфологии в «сравнительной грамматике». Тем не менее, Джонс и Шлегель скорее выдвинули тезис о родстве индоевропейских языков, но не обосновали его по-настоящему.

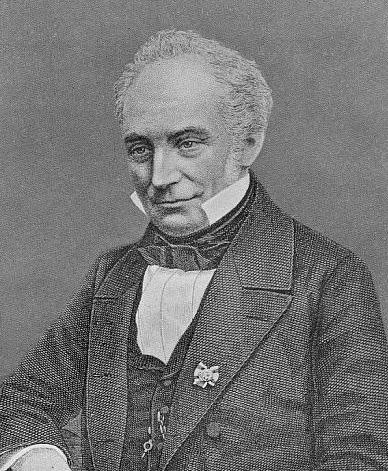
Франц Бопп

Настоящее научное обоснование было сделано в 1816 году Ф. Боппом в сравнительной грамматике под названием «О системе спряжения санскритского языка в сравнении с системою спряжения греческого, латинского, персидского и германского языков, с приложением эпизодов из Рамаяны и Махабхараты в точном стихотворном переводе с подлинника и некоторых отрывков из Вед».

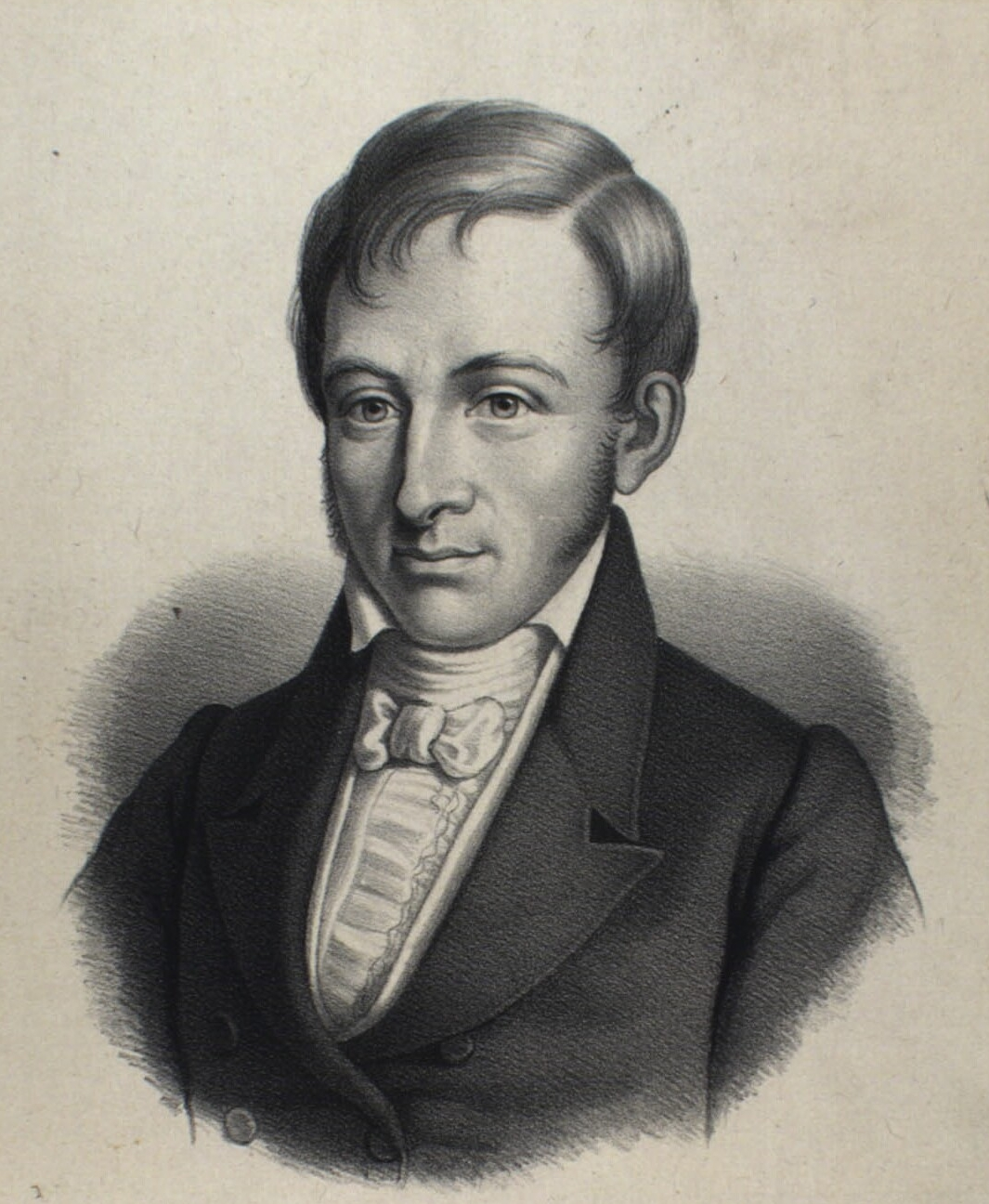
Расмус Раск

Независимо от Боппа и практически одновременно с ним Р. Раск доказал родство германских языков с греческим, латынью, балтийскими и славянскими в книге «Разыскание о древнесеверном языке» (Undersögelse om det gamle Nordiske, написано в 1814 году, опубликовано в 1818).
В 1832 году А. Ф. Потт опубликовал таблицы фонетических соответствий между основными языками индоевропейской семьи.
В 1838 году Ф. Бопп доказал индоевропейский характер кельтских языков.

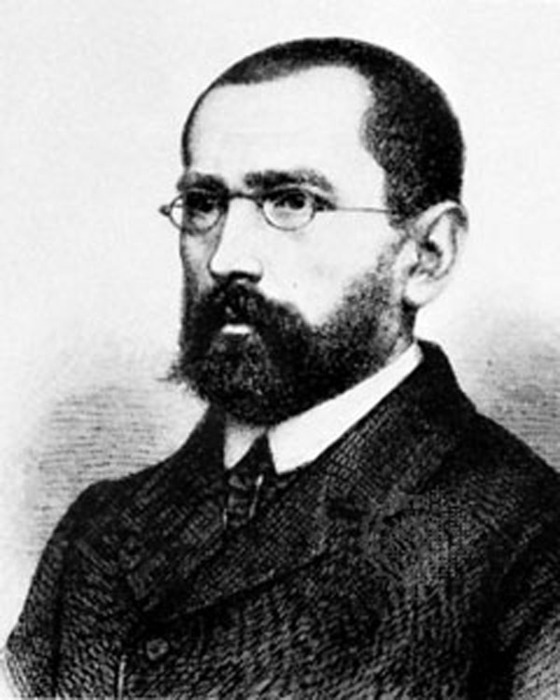
Август Шлейхер

Первым, кто предпринял масштабную реконструкцию праиндоевропейского языка, был А. Шлейхер, в 1861 году издавший труд «Компендиум сравнительной грамматики индогерманских языков. Краткий очерк фонетики и морфологии индогерманского праязыка, языков древнейиндийского, древнеэранского, древнегреческого, древнеиталийского, древнекельтского, древнеславянского, литовского и древненемецкого». Для демонстрации успехов в реконструкции языка Шлейхер сочинил на нём басню. Шлейхер также был первым учёным, который ввёл в оборот индоевропеистики данные литовского языка (в 1856 году была издана его грамматика литовского).
Уже в 1868 году появился первый этимологический словарь праиндоевропейского языка «Сравнительный словарь индогерманских языков» (нем. Vergleichendes Wörterbuch der indogermanischen Sprachen) А. Фика.
В 1875 году Г. Хюбшман доказал, что армянский язык представляет собой отдельную группу в составе индоевропейской семьи, а не один из иранских языков, как считалось ранее.

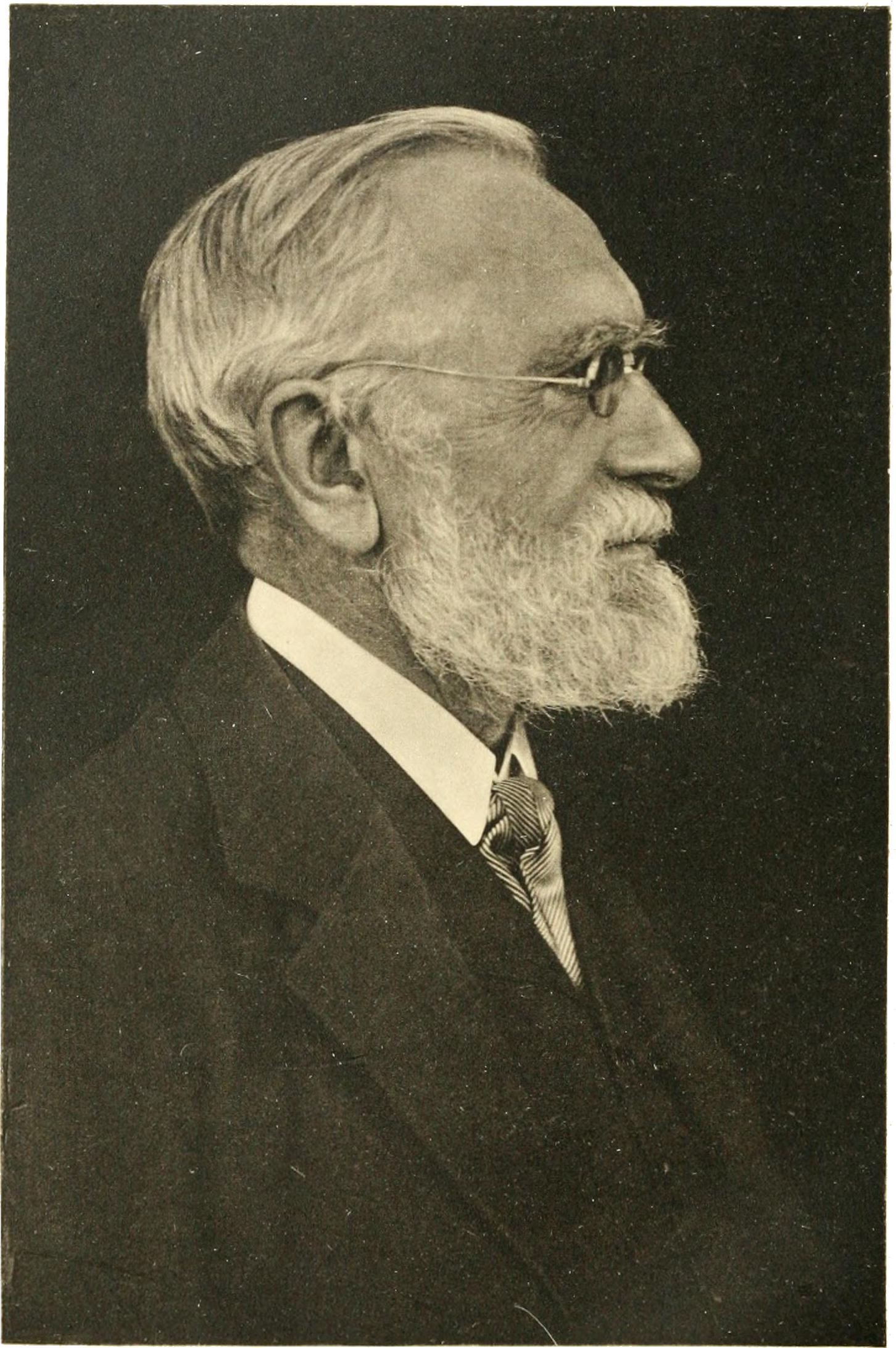
Август Лескин

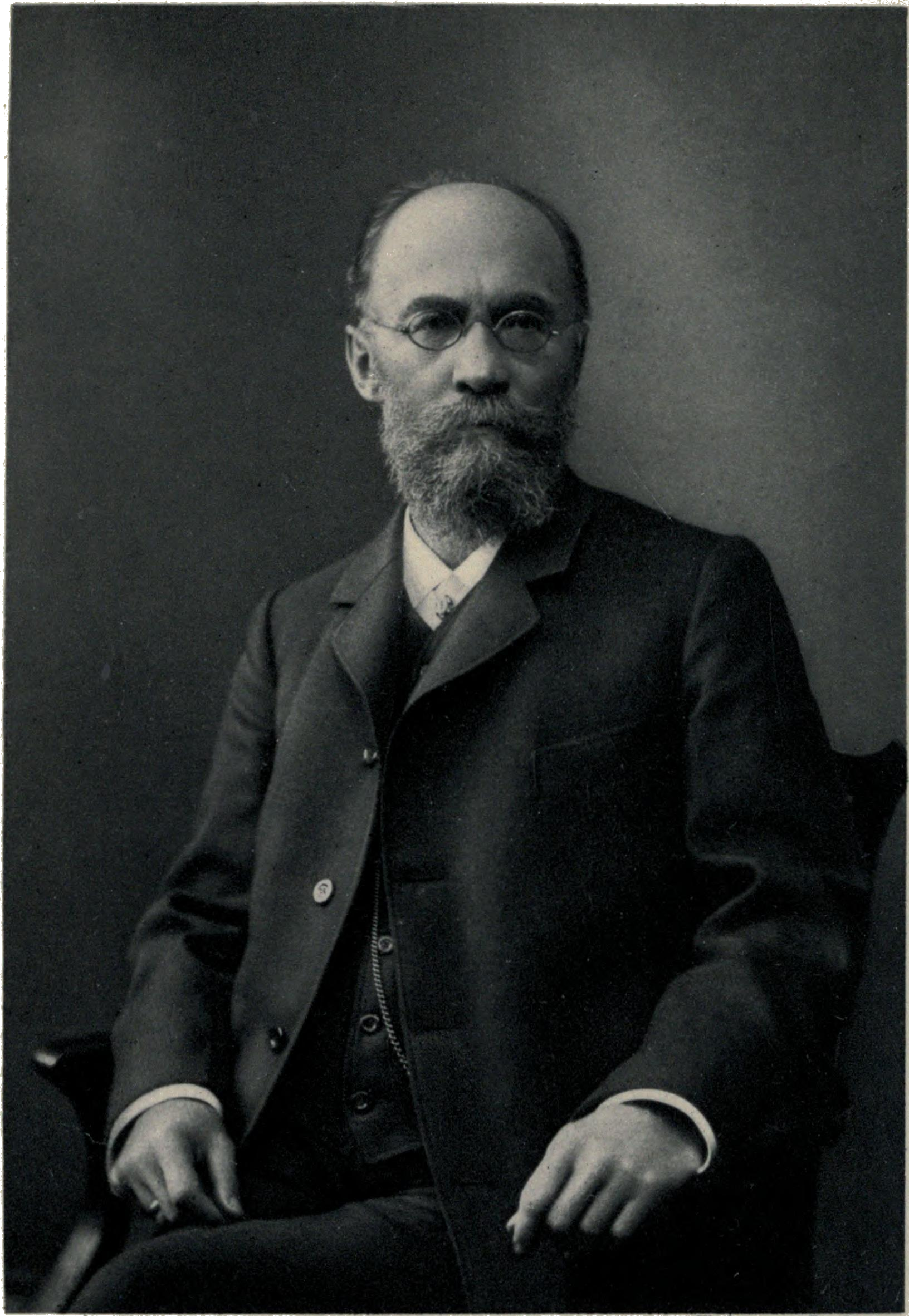
Карл Бругман

В 1870-е гг. важнейшую роль в индоевропеистике стали играть так называемые младограмматики (нем. Junggrammatiker). Это прозвище им дали недоброжелатели, однако впоследствии оно утратило негативную окраску и закрепилось за данным направлениям. К младограмматикам относятся А. Лескин, Г. Остхоф, К. Бругман, Г. Пауль и Б. Дельбрюк. Младограмматизм возник в Лейпцигском университете. Младограмматики считали важным учитывать данные не только письменных памятников древних языков, но и языков современных, в том числе сведения диалектов. Также младограмматики призывали не сосредотачиваться только на реконструкции праязыка, а уделять больше внимания истории языков в целом. Важным достижением младограмматизма является введение в науку строгого понятия фонетического закона, не знающего исключений и осуществляющегося механически, а не по воле говорящих. Кроме того, младограмматики ввели понятие изменения по аналогии, позволявшее объяснить многие мнимые исключения из фонетических законов.

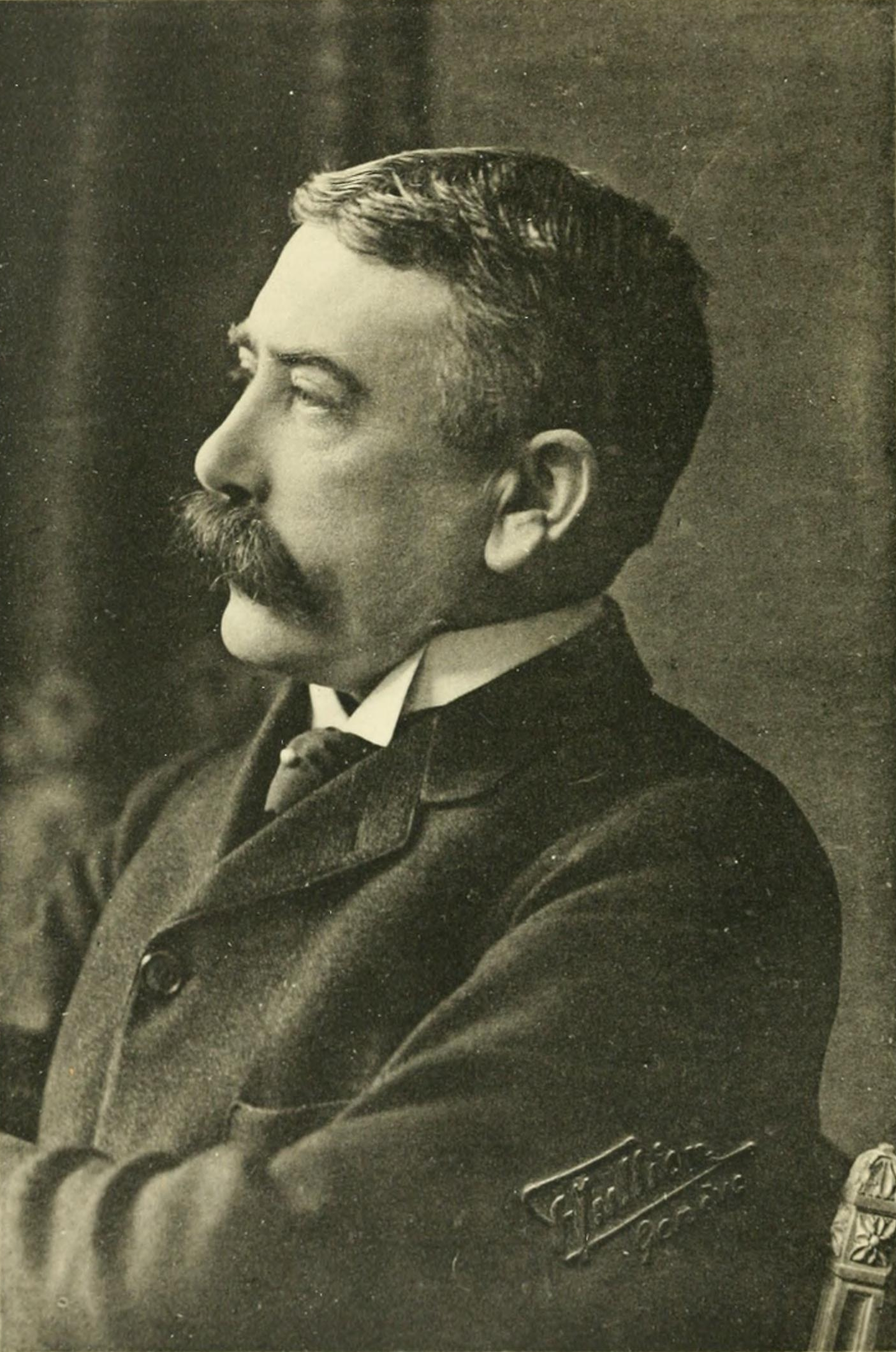
Фердинанд де Соссюр

Важным моментом в развитии индоевропеистики стала книга молодого швейцарского учёного Ф. де Соссюра «Мемуар о первоначальной системе гласных в индоевропейских языках» (фр. Mémoire sur le système primitif des voyelles dans les langues indo-européennes), написанная в 1878 г. и опубликованная годом позже. Используя метод внутренней реконструкции, де Соссюр выдвинул гипотезу о существовании в праиндоевропейском языке двух особых фонем, «сонантических коэффициентов», не сохранившихся в языках-потомках, и способных менять качество соседнего гласного. Подход де Соссюра, который уже нёс в себе черты структурализма, контрастировал с младограмматическим упором на отдельные языковые факты. Младограмматики не признали гипотезы де Соссюра, однако открытие в XX веке хеттского языка позволило Е. Куриловичу связать «сонантические коэффициенты» де Соссюра с хеттским звуком ḫ, подтвердив правильность выводов де Соссюра.

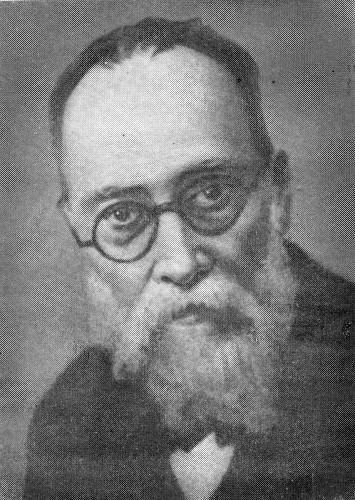
Антуан Мейе

В начале XX века центр индоевропеистики переместился из Германии во Францию, что связано с деятельностью А. Мейе и Ж. Вандриеса, учеников Ф. де Соссюра. Деятельность Мейе подводит итог научным изысканием компаративистов XIX века, в то же время Мейе привнёс в компаративистику немало нового. Он отказывается от примитивного шлейхеровского понимания праязыка как единого целого, указывая, что и праязык имел диалекты. Более того, Мейе считал, что праязык восстановить полноценно невозможно, что для компаративиста праязык должен быть в первую очередь абстрактным понятием, за которым стоит система соответствий между языками данного таксона.
Начиная с 1920-х гг. в оборот индоевропеистики активно вводятся данные анатолийских языков, серьёзно изменившие представления учёных о праиндоевропейском языке. Кроме того, в XX веке были расшифрованы микенский греческий и тохарские языки, некоторые данные были получены благодаря изучению среднеиранских языков и плохо сохранившихся митаннийского, иллирийского, мессапского, древневенетского, фракийского, дакского, фригийского и древнемакедонского.
Новый период в истории индоевропеистики ознаменовали работы Е. Куриловича и Э. Бенвениста, которые значительно больше, чем их предшественники, внимания стали уделять методу внутренней реконструкции.
В 1960—1970-е годы полноценное обоснование в трудах В. М. Иллича-Свитыча получила ностратическая теория, включавшая индоевропейские языки наряду с алтайскими, уральскими, дравидскими, картвельскими и семито-хамитскими в ностратическую макросемью.
Важной вехой в истории индоевропеистики является публикация труда Т. В. Гамкрелидзе и Вяч. Всев. Иванова «Индоевропейский язык и индоевропейцы», содержащего большое количество сведений о праиндоевропейском языке, а также прародине, быте и культуре индоевропейцев.

## В массовой культуре
В фантастическом фильме «Прометей» (реж. Ридли Скотт, 2012) андроид Дэвид, во время межзвёздного перелёта изучивший древние языки, обращается к представителю высокоразвитой внеземной цивилизации на праиндоевропейском. Кроме того, во время просмотра видеолекции по индоевропеистике, которые он слушает, звучит текст басни Шлейхера.
На реконструированном праиндоевропейском под аккомпанемент Королевского филармонического оркестра исполняется композиция «Вода, прелюдия» — первый трек из альбома «The Drop That Contained the Sea» (премьера 13 апреля 2014 года в Карнеги-холле) американского композитора Кристофера Тина.
Диалоги в компьютерной игре «Far Cry Primal» (релиз 23 февраля 2016 года), действие которой происходит в каменном веке, записаны на специально созданном для игры «примитивном языке» винджа (Wenja), в основу которого лёг праиндоевропейский.